# Altispinaks
Altispinaks (Altispinax dunkeri) wysokokolczysty – mięsożerny, dwunożny teropod z rodziny spinozaurów (Spinosauridae).
Żył w epoce wczesnej kredy (ok. 140-121 mln lat temu) na terenach współczesnej Europy. Długość ciała ok. 9-12 m, wysokość ok. 4,5 m, masa ok. 2 t. Jego szczątki znaleziono w Anglii, Belgii i Niemczech.